# Salpingotus pallidus
Salpingotus pallidus là một loài động vật có vú trong họ Dipodidae, bộ Gặm nhấm. Loài này được Vorontsov & Shenbrot mô tả năm 1984.